# Abasolo (Chiapas)
Abasolo es una localidad del estado mexicano de Chiapas. Es parte del municipio de Ocosingo.

## Toponimia
El nombre de la localidad rinde homenaje a Mariano Abasolo, héroe de la Independencia de México.

## Demografía
| Gráfica de evolución demográfica |
|                                  |

| Censo | Población |
| ----- | --------- |
| 1900  | 595       |
| 1910  | 497       |
| 1921  | 569       |
| 1930  | 342       |
| 1940  | 633       |
| 1950  | 226       |
| 1960  | 1 142     |
| 1970  | 1 478     |
| 1980  | 1 937     |
| 1990  | 2 198     |
| 2000  | 3 199     |
| 2010  | 2 884     |
| 2020  | 3 466     |